# Unioni di comuni soppresse
Questa lista è suscettibile di variazioni e potrebbe essere incompleta o non aggiornata.

Elenco delle unioni di comuni sciolte o in liquidazione.

## Abruzzo

### Chieti
- Unione dei Comuni dell'Area Urbana Chieti Pescara
- Unione dei Comuni della Marrucina
- Unione dei Comuni Delle Colline Teatine
- Unione dei Comuni Montani Maiella Alta Val di Foro
- Unione dei Comuni Città della Frentania e Costa dei Trabocchi

### L'Aquila
- Unione dei Comuni Marsica Est

## Calabria

### Cosenza / Catanzaro
- Unione dei Comuni di Pandosia
- Unione Arberia
- Unione Brettia Unione dei Comuni Monti, Mare e Terme
- Unione dei Comuni Marano
- Unione dei Casali
- Unione dei Comuni dell'Alto Ionio - La Via del Mare
- Unione Terre del Savuto
- Unione di Comuni dei Monti Mare e Terme
- Unione di Comuni Presila
- Unione dei Comuni Soleo
- Unione di Comuni Colli dello Scrigno (Catanzaro)

## Campania

### Avellino / Napoli
- Unione dei Comuni Medio Calore
- Unione dei Comuni Città dei Sanniti
- Unione dei Comuni Santi Sanniti (Interprovinciale con Benevento)
- Unione di Comuni Monti Lattari Aree Montane e Pedemonte (Napoli)

### Caserta
- Unione dei Comuni Area Caserta Sud-Ovest
- Unione di Comuni Atella
- Unione di Comuni Monti Trebulani
- Unione di Comuni Terra di Lavoro
- Unione di Comuni Maddaloni - San Nicola la Strada - San Marco Evangelista
- Unione di Comuni Nuova Liburia
- Unione dei Comuni Appia - Casagiove

### Salerno
- Unione dei Comuni dell'Irno
- Unione dei comuni Sant'Arsenio, San Rufo e San Pietro al Tanagro
- Unione Terre dell'Agro
- Unione dei comuni Valle dell'Alento
- Unione dei Comuni Valle dell'Orco

## Emilia-Romagna

### Bologna
- Unione di Comuni Valle del Samoggia
- Unione dell'Alto Reno

### Ferrara
- Unione Alto Ferrarese
- Unione Delta del Po

### Parma
- Unione Civica Terre del Po
- Unione Terre Verdiane
- Unione dei Comuni Sorbolo e Mezzani

### Piacenza
- Unione dei Comuni della Valle del Tidone
- Unione dei Comuni della Via Emilia Piacentina
- Unione Bassa Val Trebbia e Val Luretta

### Altre Province
- Unione dei Comuni dell'Alto Appennino Reggiano (Reggio Emilia)
- Unione di comuni montani Valli Dolo, Dragone e Secchia (Modena)
- Unione di Comuni della Valle del Marecchia (Rimini)
- Unione dei Comuni Galeata - Santa Sofia (Forlì-Cesena)

## Friuli-Venezia Giulia
- Unione dei Comuni Friuli Isontina
- Unione dei Comuni Valmeduna
- Comunità del Medio Friuli
- Unione dei Comuni Aiello del Friuli e San Vito al Torre
- Unione dei Comuni Attimis, Faedis
- Unione dei Comuni Centro Economico della Bassa Friulana
- Unione dei Comuni Cuore Dello Stella
- Unione dei Comuni Pulfero, San Pietro al Natisone, Savogna
- Unione dei Comuni Fiumicello - Villa Vicentina
- Unione dei Comuni Buja - Treppo Grande

- Unioni di Comuni Val d'Arzino

- Unioni di Comuni Arzene e San Martino al Tagliamento
- Unioni di Comuni Andreis e Montereale Valcellina
- Unioni di Comuni Val Degano
- Unioni di Comuni Cercivento - Ravascletto - Sutrio
- Unioni di Comuni Socchieve-preone
- Unioni di Comuni Cassacco e Treppo Grande
- Unioni di Comuni San Leonardo e Stregna
- Unioni di Comuni Drenchia e Grimacco

- Tutte le 18 Unioni Territoriali Intercomunali

## Lazio

### Frosinone
- Unione dei Comuni Paesi della Ciociaria
- Unione dei comuni "Cominium"
- Unione dei Comuni Municipi d'Europa
- Unione "Antica Terra di Lavoro"
- Unione Civitas d'Europa
- Unione di Comuni Terre del Perlato

### Roma
- Unione di Comuni Civitates Sabinae
- Unione dei Comuni Lucretili - Ernici
- Unione dei Comuni Monti Prenestini
- Unione dei comuni Valle del Giovenzano

### Altre Province
- Unione dei Comuni della Valle del Tevere (Rieti)

- Unione dei Comuni della Teverina (Viterbo)

## Liguria

### Genova
- Unione dei comuni della Valle del Tempo
- Unione dei comuni montani dell'Alta Val Trebbia
- Unione dei comuni montani delle Valli dell'Entella

### Imperia
- Unione dei Comuni della Valle del San Lorenzo
- Unione dei comuni montani della Valle Prino
- Unione dei comuni Villaregia
- Unione dei comuni del Golfodianese e i suoi Borghi
- Unione dei comuni della Valle Impero e della Valle del Maro

### La Spezia
- Unione dei comuni Cinque Terre-Riviera
- Unione dei Comuni della Val di Vara
- Unione dei comuni delle Terre Verticali

### Savona
- Unione Comuni Valmerula e Montarosio
- Unione dei Comuni del Finalese
- Unione dei Comuni della Val Maremola
- Unione dei Comuni della Vite e dell'Ulivo
- Unione dei comuni della Riviera delle Palme e degli ulivi

## Lombardia

### Bergamo
- Unione di Comuni Alto Serio
- Unione di Comuni Lombarda Asta del Serio
- Unione di Comuni Terre del Serio
- Unione Insieme sul Serio
- Unione Media Val Cavallina
- Unioni di Comuni Val Calepio
- Unioni di Comuni Isola Bergamasca
- Unione dei Comuni di Capizzone - Bedulita - Costa Val Imagna - Strozza

### Brescia
- Unione dei Comuni Bassa Valle Camonica
- Unione dei Comuni Valle del Garza
- Unione dei Comuni Medio Chiese

### Como
- Unione di Comuni Lombarda Terre di Frontiera
- Unione di Comuni della Tremezzina
- Unione di Comuni Lario di Ponente
- Unione di Comuni Riviera del Bregnano

### Cremona
- Unione di Comuni Lombarda Terrae Nobilis
- Unione di Comuni Lombarda Terre dell'Oglio
- Unione di Comuni Lombarda Tre Ville
- Unione Lombarda dei Comuni di Piadena e Drizzona
- Unione Lombarda Soresinese
- Unione del Gerundo
- Unione di Comuni Lombarda Fluviali Civitas
- Unione di Comuni Lombarda Terrae Fluminis

### Lecco
- Unione Centro Valsassina e della Grigna Settentrionale
- Unione dei comuni della Valvarrone
- Unione dei comuni di Bellano e Vedrogno
- Unione dei Comuni Lombarda della Valletta

### Mantova
- Unione delle Torri
- Unione dei Comuni Isola Mantovana
- Unione dei Comuni Sei Oltrepò
- Unione dei Comuni Lombarda Terre d'Oglio
- Unione dei Comuni Lombarda San Giorgio e Bigarello
- Unione dei Comuni Terre di Zara e Po
- Unione dei Comuni Virgiliani
- Unione dei Comuni Est Lombardia

### Milano
- Unione dei Comuni del Sud Est Milano Parco dell'Addetta
- Unione dei Comuni dei Navigli

### Monza e della Brianza
- Unione dei comuni dei Tre Parchi
- Unione dei Comuni di Camparada e Lesmo - Prime Terre di Brianza
- Unione Lombarda dei Comuni di Bellusco e Mezzago

### Pavia
- Unione dei Comuni Lombardi del Tidone Pavese
- Unione dei Comuni San Zenone al Po e Spessa
- Unione di Comuni Agorà
- Unione di Comuni Lombarda di Lomello e Galliavola
- Unione di Comuni Lombarda Oltrepo Lombardo
- Unione Lombarda dei Comuni di Frascarolo e di Torre Beretti e Castellaro
- Unione Valle del Po
- Unione dei Comuni di Barbianello, Casanova Lonati, Pinarolo Po e Santa Giuletta
- Unione di Comuni Basso Pavese
- Unione dei Comuni Bereguardo e Trovo
- Unione di Comuni Oltrepadani Bis
- Unione di Comuni Oltrepò Nord Occidentale
- Unione dei Comuni Cigognola - Lirio - Montù Beccaria e San Damiano al Colle
- Unione dei Comuni Cervesina, Pancarana, Pizzale
- Unione dei Comuni Lungavilla - Verretto - Robecco Pavese
- Unione dei Comuni Pieve del Cairo e Gambarana
- Unione dei Comuni Pieve Porto Morone e Badia Pavese
- Unione dei Comuni Santa Maria Della Versa, Rovescala, Canevino
- Unione di Comuni Terra Dei Gelsi dell'oltre Po Pavese
- Unione dei Comuni Torrevecchia Pia e Marzano
- Unione dei Comuni Vellezzo Bellini - Rognano
- Unione dei Comuni Zerbo e Costa De' Nobili
- Unione dei Comuni Ferrera Erbognone - Pieve Albignola - Valeggio
- Unione dei Comuni Campospinoso Albaredo
- Unione di Comuni dell'Alta Valle Versa

### Varese / Sondrio
- Unione dei Comuni del Medio Verbano
- Unione dei Comuni Ovest Lago Varese
- Unione dei comuni di Lonate Pozzolo e Ferno
- Unione delle Orobie (Sondrio)

## Marche

### Ancona
- Unione dei Comuni di Castelbellino e Monte Roberto
- Unione della Media Vallesina
- Unione dei Comuni Castel Colonna e Monterado
- Unione dei Comuni Corinaldo, Barbara e Castelleone di Suasa
- Unione dei Comuni Montemarciano e Monte San Vito
- Unione dei Comuni Ostra - Ripe
- Unione dei Comuni San Marcello, Belvedere Ostrense E Morro D'alba

### Ascoli Piceno
- Unione dei Comuni Piceni
- Unione Valdaso

### Pesaro e Urbino
- Unione Dei Comuni del San Bartolo e del Foglia
- Unione dei Comuni di Auditore, Montecalvo in Foglia, Petriano e Tavoleto
- Unione Roveresca
- Unione dei Comuni Alta Valconca Montefeltro
- Unione dei Comuni Media e Alta Valle Del Foglia
- Unione dei Comuni Mondolfo, Monteporzio, San Costanzo
- Unione Valcesano

## Molise

### Campobasso / Isernia
- Unione dei Comuni del Centro Molise
- Unione dei Comuni Montani Castello di Gerione
- Unione dei Comuni del Matese
- Unione di Comuni Montagnola (Isernia)

## Piemonte

### Alessandria
- Comunità Collinare di Munfrin
- Comunità Collinare Il Girasole
- Unione dei Comuni Basso Monferrato
- Unione dei Comuni Alto Monferrato Acquese
- Comunità Collinare Betlemme
- Unione dei Comuni Tra Sture e Po
- Unione Molino dei Torti e Alzano Scrivia
- Comunità collinare Colli Tortonesi
- Unione dei Castelli tra l'Orba e la Bormida
- Comunità Collinare Colli e Castelli del Monferrato
- Unione dei Comuni Camagna Monferrato - Conzano e Cuccaro Monferrato
- Unione dei Comuni Iride
- Unione dei Comuni Villanova Monferrato
- Unione dei comuni Camino, Coniolo, Pontestura e Solonghello

### Asti
- Unione collinare Colline Alfieri
- Unione Collinare Val Rilate
- Unione Comuni Terre Astiane
- Unione dei Colli Divini
- Unione Valli Astigiane
- Unione Versa Astigiano
- Unione collinare Pianalto Astigiano
- Unione Comuni Alto Astigiano
- Unione dei comuni Colli del Monferrato
- Unione dei comuni dalla Piana alle Colline

### Biella
- Unione dei Comuni Colline e Rive del Cervo
- Unione della Pianura Biellese

### Cuneo
- Unione di Comuni Terre dai Mille Colori
- Unione di Comunità Collinare Roero: Tartufo ed Arneis
- Unione Montana del Monte Regale
- Unione Montana delle Valli Monregalesi
- Unione di Comuni Montà - Pralormo - Santo Stefano Roero
- Unione di Comuni Sei in Langa
- Unione di Comuni Roero tra Tanaro e castelli
- Unione di Comuni Roero – Colline del Pesco e dell'Arneis
- Unione di Comuni Tanaro, Pesio, Stura
- Comunità Collinare del Roero

### Novara
- Unione di Comuni del Cusio
- Unione di Comuni del Basso Novarese
- Unione dei comuni Terre D'Acque

### Torino
- Comunità Collinare Piccolo Anfiteatro Morenico Canavesano
- Comunità collinare Terre dell'Erbaluce
- Unione dei Comuni di Airasca, Buriasco e Scalenghe
- Unione dei Comuni Terre del Chiusella
- Unione della Morena Frontale Canavesana
- Comunità collinare Collina torinese
- Unione Pedemontana del Pinerolese
- Comunità Collinare Intorno al Lago
- Unione collinare Canavesana

### Vercelli
- Unione dei Comuni Coser Bassa Vercellese
- Unione dei Comuni Oltre Sesia
- Unione dei Comuni Baraggia Vercellese
- Comunità Collinare Aree Pregiate del Nebbiolo e del Porcino
- Unione dei Comuni Grangia Vercellese
- Unione dei Comuni San Nazzaro Sesia e Villata
- Unione dei Comuni Val Pitta
- Unione dei Comuni delle Terre del Riso

## Puglia

### Barletta-Andria-Trani
- Unione di Comuni ARO 2 BT
- Unione di Comuni Tavoliere Meridionale

### Lecce / Brindisi
- Unione di Comuni Talassa Mare di Leuca
- Unione di Comuni Terra di Leuca Bis
- Unione dei Comuni Acquarica del Capo e Presicce
- Unione di Comuni Valesio (Brindisi)

## Sardegna

### Sud Sardegna
- Unione dei Comuni GS4

## Sicilia

### Caltanissetta
- Unione dei Comuni Re, Al, Imera
- Unione dei comuni Terre di collina

### Catania
- Unione dei Comuni Nocellara dell'Etna
- Unione Terra del Verga
- Unione dei comuni Nebrodi-Etna
- Unione dei comuni Corone degli Erei

### Messina
- Unione della Rocca e dei Vivai
- Unione Alto Alcantara
- Unione Via Regia dell'Alcantara

### Palermo
- Unione Ciminna e Ventimiglia di Sicilia San Leonardo
- Unione Comuni della Baronia
- Unione Comuni delle Torri tra Mare e Monti
- Unione Comuni Montelepre-Borgetto
- Unione dei Comuni Bassa Valle del Torto
- Unione dei Comuni dall'Eleuterio a Rocca Busambra
- Unione dei comuni del Corleonese
- Unione dei Comuni del Golfo
- Unione dei Comuni le Quattro Terre
- Unione dei Comuni Monreale-Jetas
- Unione dei Comuni Pizzo Marabito
- Unione dei Comuni Porte del Parco delle Madonie
- Unione "Valle del Torto e dei Feudi"
- Unione delle Terme Arabe ad oltre Alpe Cucco
- Unione di Comuni Val D'Himera Settentrionale
- Unione dei Comuni Petralie e Imera - Salso
- Unione Valdemone
- Unione dei Comuni dei Ventimiglia
- Unione dei Comuni Terre degli Ulivi

### Siracusa
- Unione dei Comuni di Francofonte e Licodie Eubea
- Unione dei Monti Climiti
- Unione Terre delle Acque
- Unione dei Comuni Terias Climiti

### Altre Province
- Unione dei comuni Feudo d'Alì (Agrigento)
- Unione dei Comuni della Valle degli Elimi (Trapani)

## Toscana

### Firenze
- Unione dei comuni Fiesole-Vaglia
- Unione dei comuni di Figline ed Incisa in Valdarno

### Arezzo
- Unione dei comuni di Cavriglia e San Giovanni Valdarno
- Unione dei comuni dei Tre Colli

### Altre Province
- Unione dei Comuni Parco Alta Valdera (Pisa)
- Unione di comuni Arcipelago Toscano (Grosseto)

## Trentino - Alto Adige

### Trento
- Unione dell'Alto Primiero
- Unione dei Comuni Valle di Ledro

## Veneto

### Belluno
- Unione dei Comuni del Basso Feltrino - Sette Ville
- Unione di Comuni Valle del Biois

### Padova
- Unione Comuni Megliadina
- Unione dei Comuni Colli Euganei
- Unione dei Comuni del Medio Brenta
- Unione dei Comuni Padova Nord Ovest
- Unione di Comuni Retenus
- Unione di Comuni Bassa Padovana
- Unione di Comuni Boara Pisani e Vescovana
- Unione di Comuni Codevigo - Pontelongo - Cona
- Unione di Comuni dell’Alta Padovana
- Unione di Comuni Metropolis
- Unione di Comuni Padova Sud
- Unione di Comuni Sculdascia

### Treviso
- Unione dei Comuni di Cimadolmo Ormelle e San Paolo di Piave
- Unione Montana Monfenera Piave Cesen

### Verona
- Unione Comuni Destra Adige
- Unione dei Comuni di Roverè, Velo e San Mauro
- Unione di Comuni dall'Adige al Fratta
- Unione Veronese Tartarotione
- Unione "Union Valli"

### Vicenza
- Unione Montana Marosticense
- Unione di Comuni Campolongo sul Brenta, Pove sel Grappa, Solagna
- Unione di Comuni Cassola - Mussolente
- Unione di Comuni Colli Berici Val Liona
- Unione di Comuni Medio Canal di Brenta
- Unione Dei Comuni dell'alta Val Leogra

### Altre Province
- Unione dei Comuni dell'Eridano (Rovigo)

- Unione dei Comuni di Fossalta di Portogruaro e Teglio Veneto (Venezia)